# Radosław Cierzniak
Radosław Cierzniak, né le 24 avril 1983 à Szamocin en Pologne, est un footballeur international polonais. Il est gardien de but au Legia Varsovie.

## Carrière

### En sélection
Depuis 2009 et un match face à la Lituanie, Cierzniak est international polonais. 

### Palmarès
- Championnat de Pologne : 2017
- Coupe de Pologne : 2018